# حوض غرناطة

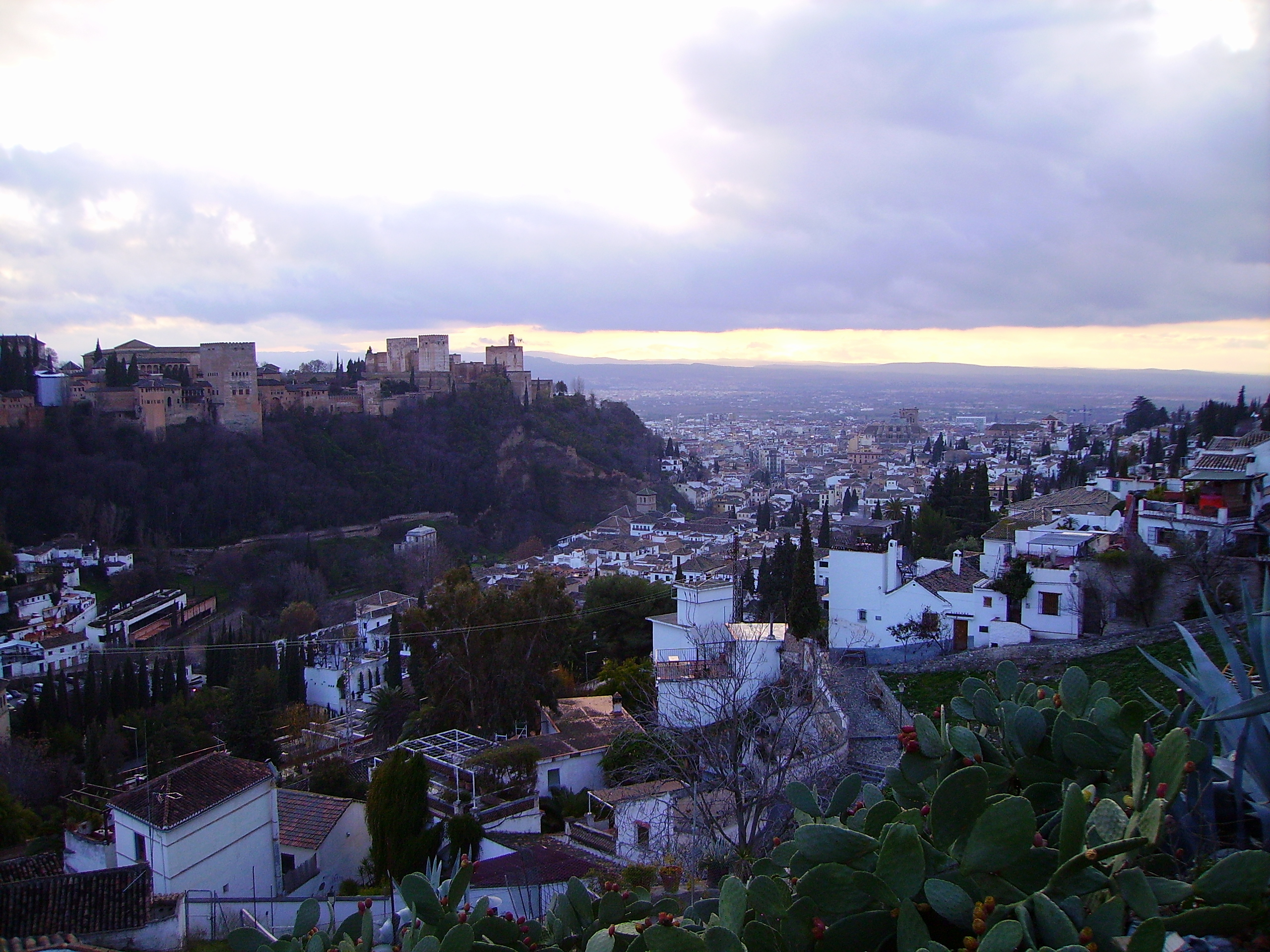
النظر من البيازين إلى قصر الحمراء حيث تمتد مدينة غرناطة على سهل المنخفض

حوض غرناطة أو منخفض غرناطة (بالإسبانية: Depresión de Granada)‏ هو واد مغلق بالكامل في الأندلس بإسبانيا. يمر نهر شنيل عبر الوادي عند الخروج من جبل الثلج.